# Тасино (платформа)
Та́сино (Та́син) — остановочный пункт Казанского направления Горьковской железной дороги, первый на данной линии во Владимирской области при движении от Москвы. Расположен в черте посёлка Тасино Гусь-Хрустального района Владимирской области.
Останавливаются пригородные поезда маршрута Черусти — Вековка. (5 пар ежедневно)
Остановочный пункт имеет две высокие платформы. Билетная касса отсутствует.
Платформой пользуются жители практически всего Уршельского сельского поселения (посёлков Уршельский и Тасинский, деревень Тихоново, Ягодино, Избищи и других).
Платформа является важной точкой на пути из Москвы в Уршель — здесь пассажиры пересаживаются на такси до Уршеля, так как общественный транспорт туда не ходит. Каждый поезд из Москвы ждут многочисленные таксисты.
До 1970-х годов платформа была разъездом, и жители Уршеля до сих пор называют её «Тасин разъезд». Официальное название всё ещё Тасин, но тем не менее в табличках на самой платформе написано «Тасино».